# Orden Internacional del Arco Iris para Niñas
La Orden Internacional del Arco Iris para Niñas (en inglés: International Order of the Rainbow for Girls) es una organización juvenil femenina, que capacita a las jóvenes en el liderazgo a través de los servicios a la comunidad. Las niñas (de edades entre 11 y 21 años) conocen el valor de la caridad y del servicio, a través del trabajo y de su participación anual en los proyectos de servicio de los entes locales y nacionales. Aunque la organización fue fundada por un pastor cristiano, las Rainbow Girls respetan y dan la bienvenida a chicas de cualquier religión.

## Historia
La orden entró en funcionamiento en 1922, cuando al reverendo William Mark Sexson, un francmasón se le pidió que hiciera un discurso ante el Capítulo McAlester del Sur #149 perteneciente a la Orden de la Estrella de Oriente, en McAlester Oklahoma. Como la Orden DeMolay había sido objeto de un estudio minucioso por su parte durante sus actividades masónicas, él sugirió que una orden similar para las jóvenes sería beneficioso. La primera iniciación consistió de un grupo de 171 niñas el 6 de abril de 1922 en el auditorio del Templo del Rito escocés en McAlester. El nombre original fue "Orden del Arco Iris para Niñas".

## Cargos
Las niñas pueden tener diversos cargos en la Asamblea la cual la niña pertenece. Cada uno requiere cierta memorización y todos excepto dos de ellos se cubren por un período (de 4 a 6 meses al año). Algunos cargos son elegidos por las niñas en la Asamblea, estos cargos son: Fe, Esperanza, Caridad, Ilustre Preceptora e Ilustre Preceptora Adjunta y estas son conocidas como cargos de línea. También existen dos cargos los cuales son elegidos en enero pero a diferencia de los otros, estos duran 1 año y son la Tesorera y la Archivista; los otros cargos son nombrados por la Ilustre Preceptora y la Madre Preceptora. Todas las Asambleas 
incluyen:
- Ilustre Preceptora: Preside las reuniones y planea las actividades de su periodo como un Presidente. Es el cargo más alto en una Asamblea. (Electa a votación)
- Ilustre Preceptora Adjunta: Tiene deberes similares a una Vicepresidente. Preside las reuniones en la ausencia de la Ilustre Preceptora. (Electa a votación)
- Caridad: Enseña sobre obras de caridad y ayuda en la búsqueda de lugares que necesitan donativos. (Electa a votación)
- Esperanza: Enseña que la esperanza está siempre ahí para nosotros. (Electa a votación)
- Fe: Enseña que la fe es nuestra compañero constante. La niña bajo este cargo es la oficial que guía a las candidatas a través de la Ceremonia de Iniciación. (Electa a votación)
- Archivista: Registra las actividades, realiza actas y maneja la correspondencia. (Designada por la Ilustre Preceptora y la Madre Preceptora)
- Tesorera: Maneja el dinero y las facturas y elabora los reportes sobre los saldos de las diversas cuentas de dinero de la Asamblea. (Designada por la Ilustre Preceptora y la Madre Preceptora)
- Capellan: Es la encargada de dirigir las oraciones. (Designada por la Ilustre Preceptora y la Madre Preceptora)
- Maestra de Ceremonias: Dirige a los oficiales en su respectivos lugares dentro de una ceremonia y conduce a los invitados a su lugar en el salón del templo. (designada por la Ilustre Preceptora y la Madre Preceptora)
- Siete Estaciones del Arco: Enseña las lecciones sobre los colores del arcoíris y sus virtudes correspondientes (Designada por la Ilustre Preceptora y la Madre Preceptora):

- Amor (rojo): Se enseña en todas sus formas.
- Religión (naranja): La importancia de la religión en todas sus formas (basadas en el amor y en el perdón).
- Naturaleza (amarillo): Enseña su importancia en la vida diaria de las niñas.
- Inmortalidad (verde): Enseña a entender que la muerte es parte de toda vida.
- Fidelidad (celeste): Hace énfasis en ser honesto y confiable.
- Patriotismo (azul): Alienta la ciudadanía a su país, y promueve el patriotismo entre sus hermanas y demás personas.
- Servicio (violeta): Enseña el servicio a otros ligando todos los colores a la vez.

- Observadora confidencial: Tienen a su cuidado el resguardo interior y exterior de las reuniones, respectivamente. (Designada por la Ilustre Preceptora y la Madre Preceptora)
- Observadora externa: Tiene a su cuidado el interior de las reuniones y está cuida la discreción del mismo. (Designada por la Ilustre Preceptora y la Madre Preceptora)
- Armonía y Directora de Coro: Provén música para las reuniones. (Designadas por la Ilustre Preceptora y la Madre Preceptora)

Algunas Asambleas y Grandes Asambleas tienen otros oficiales no especificados en el ritual, tales como el Historiador, Editor, Gran Editor Asistente, Jefe de Circulación, Orador (o Conferenciante), Portador de la Biblia, Embajadora de la Buena Voluntad, Portadora de la Bandera Nacional, Portadora de la Bandera Estatal, Portadora de la Bandera Cristiana, Portadora de la Bandera del Arcoíris y Portadora de la Bandera de la Asamblea, Arquitecta y Jornalista.
Es una ley no escrita que cada línea de oficiales (Fe, Esperanza, Caridad e Ilustre Preceptora Adjunta) avancen al siguiente puesto más alto, culminando en su mandato como Ilustre Preceptora. Sin embargo, esto no es una garantía. Cada cargo es ganado pro cada niña debido a que de ellas se posa su empeño en su Asamblea y en la orden misma.